# Disco Volante (barco)

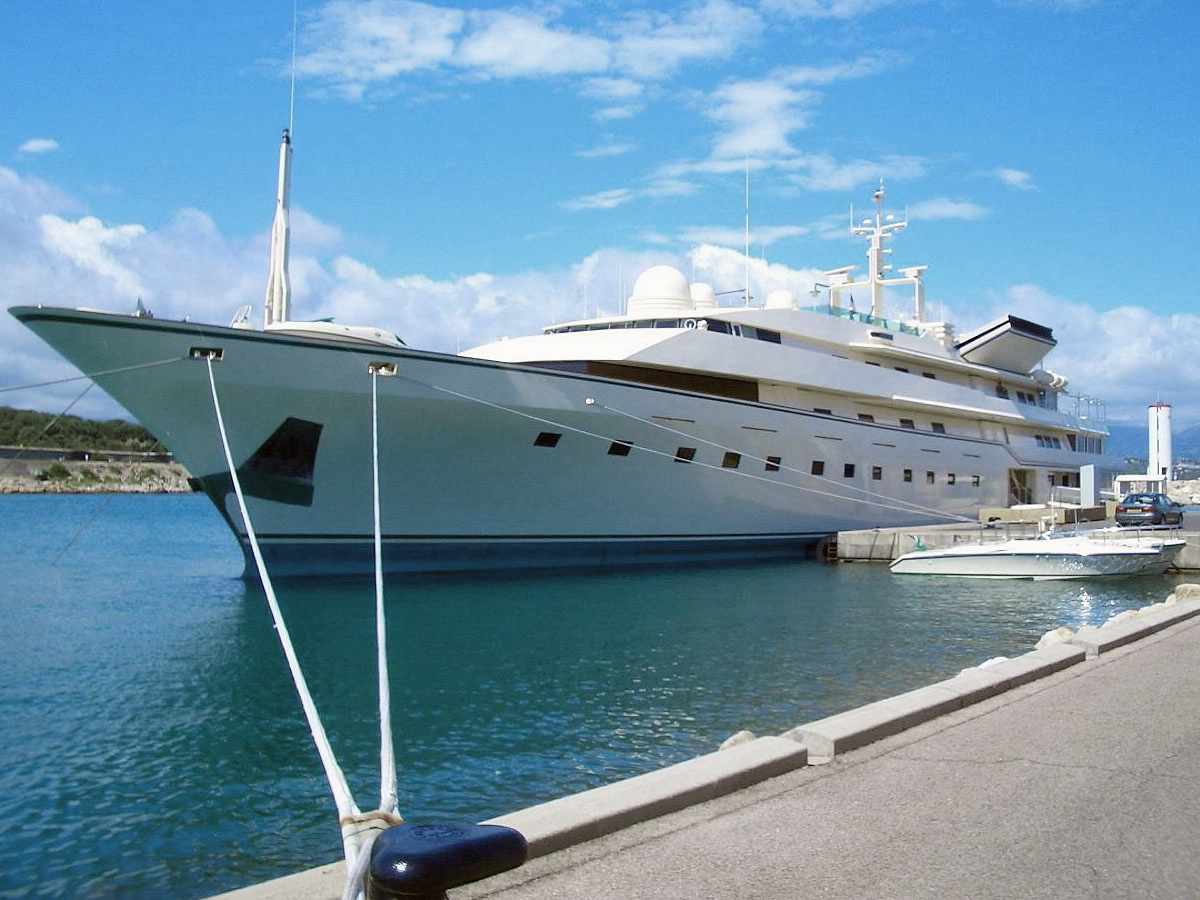
Yate Kingdom 5KR.

El Disco Volante es un barco ficticio en la novela de James Bond Operación Trueno  (1961) y en su adaptación cinemetográfica del mismo nombre. En la película el barco es propiedad del agente de SPECTRE Emilio Largo, habiendo sido adquirido con fondos de SPECTRE por un precio de £200,000. El barco tiene un papel central en el secuestro y transporte de dos cabezas nucleares. El Disco Volante es un barco hidroala de alta tecnología que cuenta con varios pequeños submarinos para operaciones subacuáticas. En la vida real, este barco fue construido por el astillero naval italiano Rodriquez Cantieri Navali, empresa que había construido otros barcos hidroala anteriormente, el primero de los cuales fue el Freccia del Sole. El barco estuvo amarrado en la marina McArthur de Miami hasta comienzos de los años 80.
En la película Nunca digas nunca jamás, un remake no oficial de 1983, el nombre del barco fue cambiado por el de The Flying Saucer, la traducción al inglés de Disco Volante. El The Flying Saucer es en este caso propiedad de Maximillian Largo. En la vida real, el yate de 282 pies usado para la película se llamaba Nabila y fue construido para el millonario Saudí Adnan Khashoggi , y fue más tarde vendido a Donald Trump, quien le cambió el nombre por el de Trump Princess. Más adelante el barco fue vendido nuevamente, esta vez al Príncipe Al-Waleed bin Talal bin Abdul Aziz Al-Saud, quien lo llamó Kingdom 5KR.